# Schnorrer

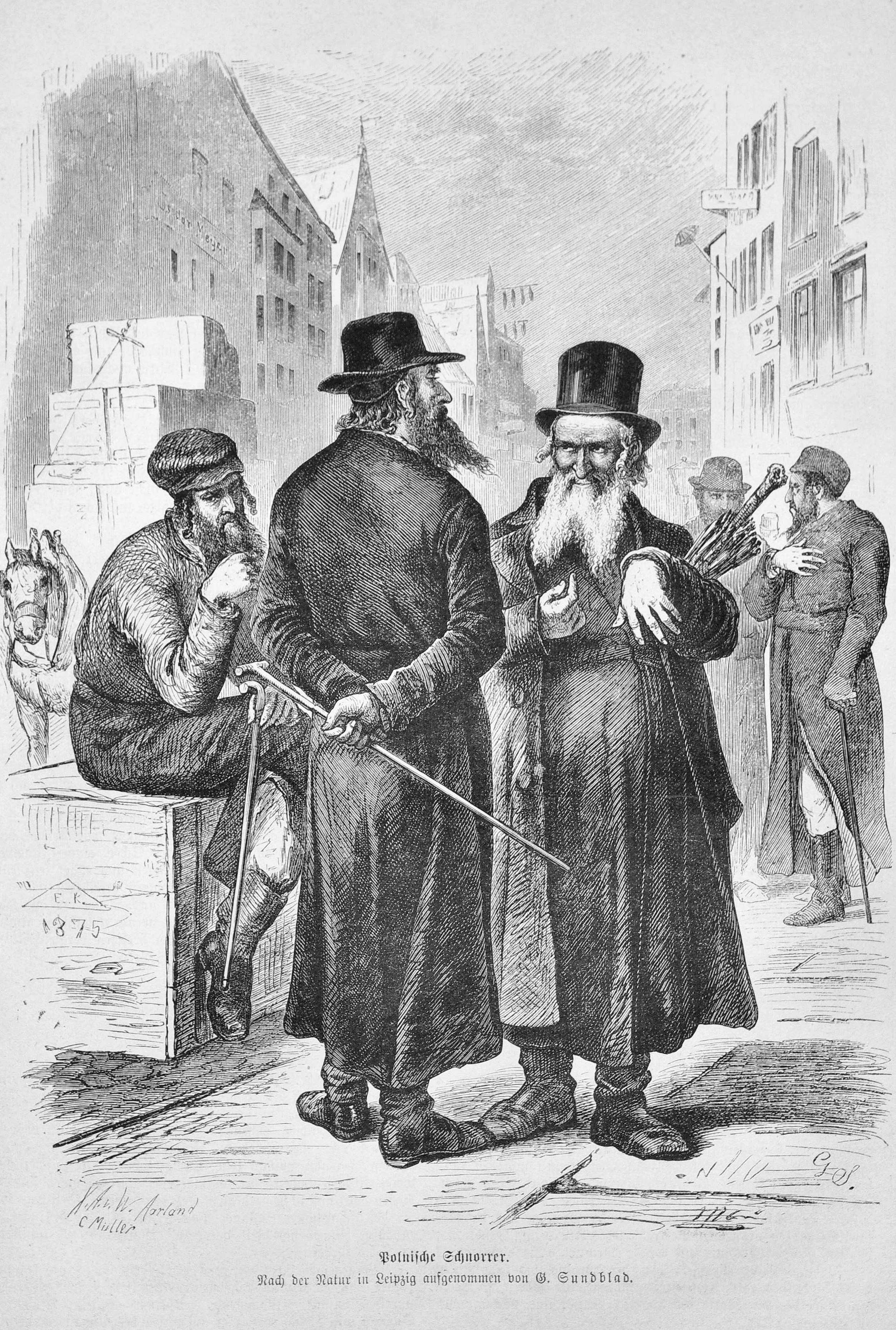
Schnorrer of Poland à Leipzig, magazine Die Gartenlaube (1875)

Schnorrer (שנאָרער , également orthographié « shnorrer ») est un terme yiddish signifiant « mendiant », « parasite » ou « quémandeur ». Le mot Schnorrer est utilisé également en allemand pour décrire une personne qui demande souvent de petites choses, comme les cigarettes ou de petites sommes d'argent, sans offrir une contrepartie, et a donc tendance à signifier « resquilleur ». En anglais le mot désigne un voleur sournois qui obtiendra de l'argent d'une façon malhonnête.